# Stazione di Sittard
La stazione di Sittard è la stazione ferroviaria di Sittard, Paesi Bassi. È una stazione passante di superficie sulle linee Maastricht-Venlo e Sittard-Herzogenrath.